# 레트비잔 (전함)
레트비잔(러시아어: Ретвизан, Russian battleship Retvizan)은 1900년 10월 23일 진수된 러시아 제국 해군의 전노급전함이다. 러일 전쟁 중이던 1904년 12월 6일 뤼순 항에서 일본 제국 육군의 곡사포 공격으로 침몰당했다. 이후 일본 제국 해군에 인양되어 사세보 조선소에서 수리를 마친 후 일본 제국 해군으로 편입되어 전함 ‘히젠’(肥前)이 되었다.

## 개요
레트비잔 운용의 계획 직전에 일본 제국 해군이 잇따라 12인치포 전함을 영국에서 구입하였기 때문에, 러시아 제국 해군은 전력을 맞출 수 있는 대책이 필요했다. 태평양함대용으로 건조한 10인치포 전함 ‘페레스베트급’으로는 화력이 부족하다는 판단을 했다. 1898년에 러시아 해군 최초로 12인치포를 가지고, 배수량은 태평양함대 부두에 입항할 수 있는 크기로 줄여서 전투 배수량에서 수에즈 운하를 통행이 가능한 배수량으로 설계된 전노급전함 2척을 외국에 주문했다. 이것이 프랑스의 라세인 조선소에 발주한 ‘체사레비치’였고, 미국 필라델피아에 있는 윌리엄 크램프 앤 선즈 조선소(William Cramp and Sons)에 발주되어 ‘레트비잔’으로 명명된 선박이다.

## 이력
1898년 12월 착공되어, 1900년 10월 23일 진수되었고, 1902년 3월 25일 준공되었다.
1902년 5월 13일 발트해를 향해 출항하다가 도중에 석탄을 공급받기 위해 셰르부르옥트빌에 들렀다. 셰르부르옥트빌을 출항한 후 6월 14일에 보일러관이 파열되는 사고가 있었다. 6명이 화상을 입었고, 그 중 3명은 치명상이었다. 도착 후 레트비잔에는 무선 장치가 장착되어 8월에는 탈린에서 관함식에 참가를 했다. 1902년 11월 13일에 전함 포베다, 순양함 지아나, 팔라다, 보가티르와 함께 극동으로 출발하여 1903년 5월 4일 여순에 도착했다.

### 러일 전쟁
1904년 2월 8일부터 9일 밤 일본 제1, 제2, 제3 구축함대가 뤼순항 외부에 정박 중인 러시아 함대를 습격한 여순항 해전이 발발한다. 이 공격으로 레트비잔 등 3척이 어뢰에 명중당해 레트비잔에서 운반 어뢰 저장고에 큰 구멍이 뚫려 5명이 사망하고 전력 손실을 입었다. 침수에 의해 11도 기울었지만, 침수 경사 5도까지 회복했다. 레트비잔은 항구로 향했지만, 항구 입구에서 좌초해, 3월 8일까지 암초에서 벗어나지 못했다.
2월 24일, 일본 해군은 제1차 여순구 봉쇄 작전을 수행했다. 이 때 비트비잔은 일본의 구축함이나 포위선을 포격했다. 3월 22일 일본의 전함 후지, 야시마가 뤼순 항구를 포격하자 항 내에 있던 레트비잔 등도 응사를 했다. 레트비잔 수리는 6월 3일에 완료되었지만 사용할 수 있는 도크가 없었기 때문에 수리에는 가물막이댐이 사용되었다.
6월 23일, 빌헬름 비트게프트 제독의 지휘로 레트비잔을 포함한 함대를 이끌고 출격했지만, 일본 함대가 나타나자 승산이 없다고 판단하고 뤼순으로 되돌아 왔다. 7월 27일 레트비잔과 순양함 팔라다, 바얀, 아스코리도가 출격 대하만으로 가서 일본군 진지를 포격했다. 일본 순양함 닛신, 가스가로부터 포격을 받고 퇴각했지만, 그 때 레트비잔은 응전하여 닛신이 무전실에 피탄을 당했다.
8월 9일, 일본 해군 육전 중화기 부대에 의한 포격으로 항구 내에서 7발을 맞았고, 침수로 왼쪽으로 기울며 전사자 1명을 기록했다. 또한 함장 시첸스노우비치 대령이 부상당하고 레트비잔에 탑재하기 위한 6인치포를 싣고 옆에 정박 중이던 배가 침몰했다.
8월 10일, 황해 해전에 참가하여 손상된 레트비잔은 무장의 일부(15.2cm 속사포 2기, 7.5cm 속사포 2기, 4.7cm 단장기포 2기. 3.7cm 5연장 개틀링포 6개)를 육상 진지에 고정시켰다.
1904년 12월 6일 뤼순 항구에서 일본 육군에 의한 28cm 곡사포의 곡사 포격에 의해 대파되어 침몰했다.
1905년 1월 1일에 포획되어 5월 29일부터 9월 22일까지 부양 작업을 했다. 9월 24일 일본 해군에 편입되어 옛 나라 명칭인 히젠국을 기념하여 ‘히젠’(肥前)이라고 명명하고 1등전함으로 분류했다. 또한 천황에게 올린 후보함 이름 중에는 ‘도사’도 있었다. 11월 27일 사세보에 도착하여 수리를 시작했다. 12월 12일 등급을 폐지하고 전함으로 분류했다. 1908년 11월 사세보 조선소에서 수리를 완료했다.

## 히젠 (전함)
히젠(肥前)은 그리하여 일본 제국 해군에 소속된 전노급 전함이 되었다. 함명은 현재의 사가현, 나가사키현(쓰시마시· 이키시 제외)에 있던 일본의 옛 국명 ‘히젠국’에서 유래한다. 레트비잔이 일본 해군에 노획되어 히젠이 되기 전, 일본 육군의 28cm포 곡사포격을 당해 뤼순 항구에 침몰했을 때 있던 구멍을 응급 처치로 떼웠지만, 육지로 돌아와 선체를 본격적으로 수리할 때 많은 개량이 가해졌다.
여순 함대의 주력으로 황해 해전 등의 전투에 참가했지만 난파를 당한 끝에 항복 일본 해군에 노획되었다. 노획시 본 함의 침수가 심했고, 일본 해군은 1905년 1월 1일에 노획되어, 5월 29일부터 9월 22일까지 인양 작업을 실시했다. 9월 24일, 일본 해군에 편입되어 이전 국가 ‘히젠국’을 기념하여 ‘히젠’이라고 명명하고, 일등 전함으로 분류했다. 그 후 1905년 11월 27일, 사세보 항에 도착하여 수리에 착수했다. 1908년 11월 사세보 해군공창에서 수리가 완료되었다.

## 참고자료
- 《세계의 함선》 증간 제38집　“프랑스 전함사”（海人社）
- 《세계의 함선》 증간 제35집　“러시아/소련 전함사”（海人社）
- 真鍋重忠, 『日露旅順海戦史』, 吉川弘文館, 1985년, ISBN 4-642-07251-9
- 「Conway All The World's Fightingships 1860-1905」（Conway）
- 「Russian & Soviet BATTLESHIPS」（Naval Institute Press）
- 「Jane's Fighting Ships Of World War I」（Jane）
- McLaughlin, Stephen (2000). Preston, Anthony. ed. The Retvizan, an American Battleship for the Czar. Warship. 2000–2001. London: Conway Maritime Press. pp. 48–65. ISBN 0-85177-791-0.
- 해군역사보존회 《일본해군사》 제7, 9, 10권 第一法規出版, 1995년
- 『관보』